# Баларама
Балара́ма (санскр. बलराम; IAST: Balarāma) — в индийской мифологии старший брат Кришны, почитаемый часто как воплощение самого Вишну. Оба они сыновья Васудевы и Деваки, но перед самым рождением Баларама был перенесён каким-то чудом в чрево другой супруги Васудевы — Рохини, благодаря чему избежал смерти, так как тиран Камса, напуганный какими-то предсказаниями оракула, приказал умерщвлять всех сыновей Деваки. В противоположность брату, имевшему более 16 тыс. жён, имел только одну супругу, Ревати. Имел страсть к вину.
Герой древнеиндийского эпоса «Махабхараты» и Пуран. «Бхагавата-пурана» описывает Кришну, как изначальную форму Бога и источника всех аватар и проявлений, и самым первым божественным воплощением Кришны она объявляет Балараму, из которого потом появляются все остальные аватары Бога.
В вайшнавизме Балараму почитают как воплощение божественного змея Ананта-шеши, на кольцах которого в космическом океане возлежит Вишну. В гаудия-вайшнавском богословии из трёх трансцендентных элементов, описанных на санскрите как сат, чит и ананда (вечность, знание и блаженство), Баларама олицетворяет аспекты вечности и знания. Соответственно ему поклоняются как изначальному духовному учителю «ади-гуру». В гаудия-вайшнавизме также особо почитают Нитьянанду, который рассматривается как аватара Баларамы.
Многочисленные синонимы и прозвища Баларамы имеют в виду:
- его силу — «баля»: Баладева, Балядева, Балярама, Балабхадра, Балядгадра;
- его оружие — сошник («галя», «хала»): Галяюдга, Халаюдха, Галя; Галабхрит («носитель сошника»)[3];
- его чудесное рождение — Санкархана, то есть «разрывающий лоно своей матери»;
- его страсть к вину — «мадгу»: Приямадгу и т. д.

Изображается всегда белым (Кришна — чёрным), с сошником в одной руке, и знаменем («двая») с изображением пальмовой ветки («таля») в другой, откуда произошёл часто употребляемый его эпитет Талядвая.

## Внешность
Балараму почти всегда изображают со светлой кожей, в противоположность его брату Кришне, которого обычно показывают с кожей тёмно-синего или чёрного цвета. Орудиями Баларамы являются плуг и булава. Описывается, что Баларама носит голубые одежды и гирлянду из лесных цветов. Его волосы завязаны пучком на макушке, в его ушах — серьги, а на руках — браслеты. Также говорится, что Баларама обладает огромной физической силой (бала на санскрите означает «сила»).

## Жизнеописание
Согласно Пуранам, Баларама родился более 5000 лет назад как сын Васудевы и Деваки. Демоническому брату Деваки — царю Камсе, предсказали, что он погибнет от руки восьмого сына своей сестры. Опасаясь за свою жизнь и полагая, что смерть может принести любой из детей Деваки, Камса заключил её вместе с Васудевой в тюрьму и методично убивал одного за другим новорождённых младенцев. Таким образом погибли первые шесть детей Деваки.
Когда Деваки забеременела в седьмой раз, ещё не рождённый младенец чудесным образом, с помощью мистической энергии Кришны йога-майи, был перенесён из чрева Деваки в чрево другой жены Васудевы — Рохини. Новорождённому младенцу дали имя «Рама», но из-за большой силы, которую он проявил впоследствии, его назвали «Баларама», что означает «сильный Рама».
Баларама провёл всё своё детство как мальчик-пастушок коров и телят, играя и совершая различные сверхчеловеческие деяния вместе со своим братом Кришной и другими пастушками. Позднее он женился на Ревати, дочери царя Какудми — правителя провинций Кусастхали и Анарта.
В «Бхагавата-пуране» описывается, что однажды Нанда пригласил жреца-брахмана своей семьи Гаргамуни к себе домой, чтобы он дал имена новорождённым Кришне и Балараме. Когда Гаргамуни прибыл в дом Нанды, тот радушно принял его и попросил провести обряд. Гаргамуни тогда напомнил Нанде о том, что Камса усиленно занимался поисками сына Деваки и если совершить роскошный обряд и празднество, подобающее в таких случаях, то Камса наверняка заметит это и может догадаться о том, что Кришна и есть бесследно исчезнувший восьмой сын Деваки. Тогда Нанда попросил Гаргамуни провести церемонию в глубокой тайне, что тот и сделал. Объясняя имя, данное Балараме, Гаргамуни сказал следующее:
Этот ребёнок, сын Рохини, всегда будет радовать родственников и друзей Своими духовными качествами. Поэтому Его будут звать Рамой. А поскольку Он будет проявлять необычайную физическую силу, Его будут звать Балой. Кроме того, поскольку Он соединяет семью Васудевы с твоей семьёй, Он будет носить имя Санкаршаны.
В «Махабхарате» описывается, что Баларама обучил искусству сражения с булавой как Дурьодхану Кауравов, так и Бхиму Пандавов. Когда между Пандавами и Кауравами разразилась война, Баларама осудил Кришну за поддержку только одной стороны — Пандавов. Сам Баларама, не желая принимать чью-либо сторону в конфликте, на сорок два дня удалился в паломничество по тиртхам («Шальяпарва», IX книга «Махабхараты», «Сказание о паломничестве в места священных омовений»). Вернувшись, Баларама застаёт готовящуюся схватку на палицах Бхимасены с Дурьодханой. Он собирается с удовольствием лицезреть поединок двух его учеников-богатырей; от исхода поединка зависит судьба державы Кауравов. Хитрый Кришна, видя, что Бхимасена в честном бою не может одолеть Дурьодхану (тот усердно тренировался на протяжении тринадцати лет и получил от своей матери, что всю супружескую жизнь ходила с повязкой на глазах, благословение медитативным взглядом, сделавшее всё его тело неуязвимым, исключая бёдра, из-за его похотливой природы), подсказывает Бхиме через его брата Арджуну запрещённый приём — удар «ниже пупа». Дурьодхана повержен (у него раздроблены бёдра), а Баларама в гневе занёс свой страшный плуг над Бхимасеной, но Кришна удержал брата. Кришна попытался оправдать Бхиму его клятвой отомстить Дурьодхане за оскорбление жены Пандавов Драупади, а также исполнением проклятия мудреца Майтреи. Услышав противные закону рассуждения Кришны, Рама покинул собрание («Шальяпрва», «Сказание о битве на палицах»).
В «Бхагавата-пуране» описывается, как после того, как Баларама принял участие в Битве на Курукшетре, в результате которой погибла династия Яду, и после того, как он стал свидетелем ухода Кришны, он сел медитировать и ушёл из этого мира в медитативном трансе. В некоторых историях описывается, как в этот момент огромный белый змей вылетел изо рта Баларамы. Это рассматривается как указание на личность Баларамы как Ананта Шеши.

## Роль Баларамы
В гаудия-вайшнавизме Балараму почитают как одну из ипостасей Бога и поклоняются ему наравне с Кришной. Практически во всех своих воплощениях Баларама является как старший или младший брат Кришны и выполняет роль его слуги, друга и помощника. В Рама-лиле, Баларама служил Рамачандре как его младший брат Лакшмана, а в настоящую эпоху Кали-югу Баларама явился более 500 лет назад в Бенгалии как Нитьянанда и оказывал всяческую поддержку Чайтанье Махапрабху в его миссии распространения движения санкиртаны — публичного воспевания имён Бога в виде мантры «Харе Кришна».
Основной отличительной чертой Баларамы является цвет кожи — Кришна имеет кожу тёмного цвета, а Баларама — светлого, Кришна также выступает как Создатель или Творец, в то время как Баларама является силой и энергией Творца, но им обоим поклоняются как различным ипостасям Бога.